# Vicky Piria
Vittoria Piria, detta Vicky (Milano, 11 novembre 1993), è una pilota automobilistica e personaggio televisivo italiano.

## Biografia
Nata nel 1993 da Pierpaolo (di origini calabresi) e da madre inglese, all'età di otto anni fa il suo esordio nel campionato regionale lombardo di karting Classe 50 Baby. 
Quando ha 10 anni si trasferisce a Perugia, dove continua a vivere nel mondo del motorsport e nemmeno sedicenne inizia la sua attività guidando in Formula Renault.

## Carriera
Nella stagione 2009 della Formula Renault ha la possibilità di correre in alcune gare a bordo di una monoposto, la Tatuus FR2000 con motore Renault. Con questa vettura,  in sei gare della Formula 2000 Light, e due gare nella Formula Renault 2.0 Italia. In entrambe le competizioni, Piria gareggiò per il team Tomcat Racing.

### Campionati di Formula 3

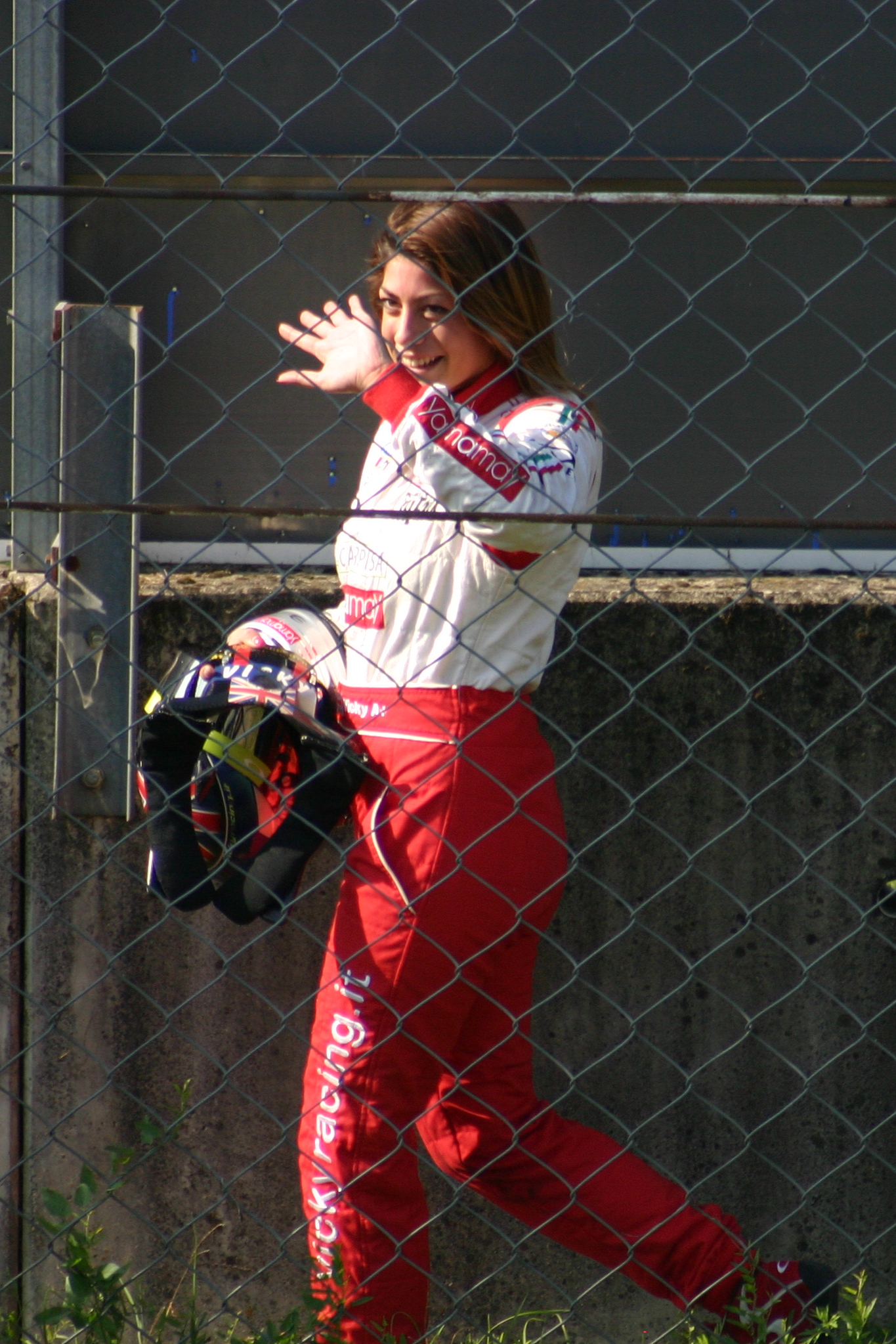
Piria a Monza durante la Formula ACI/CSAI Abarth nell'ottobre 2011

Nel 2010 Piria passa alla Formula Abarth, campionato alla prima edizione. Unica donna nel campionato corre ancora con i colori del team Tomcat Racing. La stagione è piuttosto negativa: non ottiene nessun punto in classifica, il suo miglior risultato è un sedicesimo posto ottenuto in Gara 2 a Magione. L'anno seguente la pilota italiana si unisce al team Prema Powerteam partecipando sia alla serie italiana e europea della Formula Abarth. Questa volta Vicky riesce ad andare a punti in diverse occasioni e chiude quindicesima nella serie italiana e diciottesima in quella europea.
Nel 2012 Vicky Piria compie uno step in avanti: passa alla serie GP3 con il team Trident Racing, ma purtroppo anche in questo caso non ottiene nessun punto iridato, ottiene un dodicesimo posto come miglior piazzamento in gara. L'anno seguente cambia ancora serie, passa alla Euroformula Open guidando la Dallara F312 del team BVM Racing. Durante la stagione ottiene 33 punti, nella seconda gara del Paul Ricard sfiora il podio arrivando quarta. Chiude la stagione al decimo posto.
Nel 2014 si sposta negli Stati Uniti dove partecipa al campionato Pro Mazda (attuale Indy Pro 2000) con il team JDC MotorSports. Per motivi economici non completa la stagione.

### GT e W Series
Rimasta ferma per quattro anni, nel 2018 ha la possibilità di tornare a correre partecipando a due corse della Porsche Carrera Cup Italia con il team Dinamic Motorsport. L'anno seguente con la nascita della W Series, competizione interamente femminile di nuova istituzione, su vettura Tatuus F3 T-318 motorizzata Alfa Romeo, Vicky Piria torna a correre a tempo pieno. L'unica pilota di nazionalità italiana nella serie ottiene 24 punti e si classifica al nono posto. Per colpa della Pandemia di COVID-19 la stagione 2020 della W Series viene cancellata, Vicky partecipa alla serie Esports del campionato. In quell'anno prende parte a quattro gare della Eurocup Formula Renault 2.0 con il team Bhai Tech Racing.

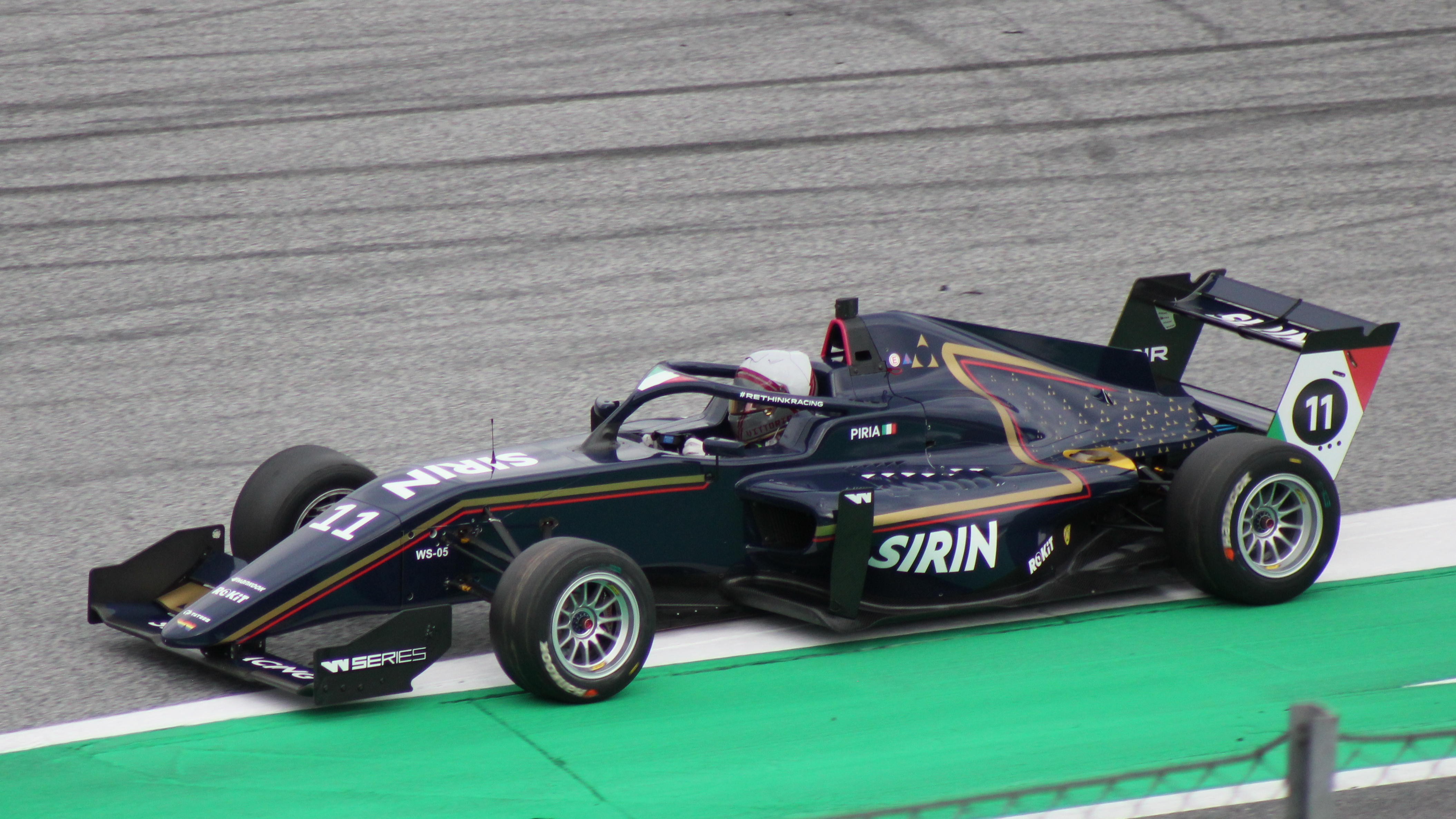
Piria alle W Series 2021

Nel 2021 ritorna in pista nella W Series, ma la seconda stagione di Vicky Piria è più negativa della precedente: ottiene un solo punto durante la stagione.
Nel 2022 debutta nel mondo GT nel Campionato Italiano Gran Turismo con una Porsche 991 GT Cup del team Tsunami terminando in 2º posto in classifica Porsche cup, e nel 2023 firma per Enrico Fulgenzi Racing e disputa il Campionato nella configurazione Endurance insieme a Kikko Galbiati. Con la 992 GT Cup portano a casa due vittorie assolute nelle gare del Mugello e Vallelunga finendo secondi nella classifica PRO AM Cup.

## Televisione
Nel 2021 è stata scelta da Mediaset come commentatrice sportiva per le gare del Campionato mondiale di Formula E 2020-2021, venendo poi confermata per la stagione successiva.. Inoltre partecipa come tester e collaudatore al programma televisivo Drive Up su Italia 1.
Dal 2024, insieme a Davide Camicioli passa a Sky Sport F1, per la conduzione degli appuntamenti della Formula 1, in sostituzione di Federica Masolin e Davide Valsecchi.

## Risultati

### Riassunto della carriera
| Stagione | Serie                            | Team                   | Gare | Vittorie | Pole | G.V | Podio | Punti | Pos. |
| -------- | -------------------------------- | ---------------------- | ---- | -------- | ---- | --- | ----- | ----- | ---- |
| 2009     | Formula 2000 Light               | Tomcat Racing          | 6    | 0        | 0    | 0   | 0     | 43    | 19º  |
| 2009     | Formula 2000 Light Winter Trophy | Tomcat Racing          | 2    | 0        | 0    | 0   | 0     | 28    | 9º   |
| 2009     | Formula Renault italiana         | Tomcat Racing          | 2    | 0        | 0    | 0   | 0     | 8     | 29º  |
| 2009     | Formula Lista Junior             | Daltec Racing          | 2    | 0        | 0    | 0   | 0     | 0     | 22º  |
| 2010     | Formula Abarth                   | Tomcat Racing          | 12   | 0        | 0    | 0   | 0     | 0     | 34º  |
| 2011     | Formula Abarth                   | Prema Powerteam        | 14   | 0        | 0    | 0   | 0     | 9     | 15º  |
| 2011     | Formula Abarth europea           | Prema Powerteam        | 14   | 0        | 0    | 0   | 0     | 8     | 18º  |
| 2012     | GP3 Series                       | Trident Racing         | 16   | 0        | 0    | 0   | 0     | 0     | 27º  |
| 2012–13  | MRF Challenge Formula 2000       | MRF Racing             | 4    | 0        | 0    | 0   | 0     | 14    | 14º  |
| 2013     | European F3 Open                 | BVM Racing             | 16   | 0        | 0    | 0   | 0     | 31    | 10º  |
| 2014     | Pro Mazda                        | JDC MotorSports        | 4    | 0        | 0    | 0   | 0     | 17    | 26º  |
| 2018     | Porsche Carrera Cup Italia       | Dinamic Motorsport     | 2    | 0        | 0    | 0   | 0     | 0     | NC   |
| 2019     | W Series                         | Hitech GP              | 6    | 0        | 0    | 0   | 0     | 24    | 9º   |
| 2020     | Formula Renault Eurocup          | Bhaitech Racing        | 4    | 0        | 0    | 0   | 0     | 1     | 20º  |
| 2021     | W Series                         | Sirin Racing           | 8    | 0        | 0    | 0   | 0     | 1     | 19º  |
| 2022     | Campionato Italiano GT - GT Cup  | Tsunami RT             | 8    | 0        | 0    | 0   | 1     | 42    | 8º   |
| 2023     | Campionato Italiano GT - GT Cup  | Enrico Fulgenzi Racing | 2    | 1        | 0    | 0   | 2     | 55    | 2°   |
| 2024     | Swiss Porsche Sprint Challenge   | Enrico Fulgenzi Racing | 2    | 1        | 0    | 0   | 1     | 40*   | 9°*  |
| 2024     | E1 Series                        | Team Checo             | 3    | 0        | 0    | 0   | 0     | 11*   | 11°* |

* Stagione in corso.